# New Kingman-Butler
New Kingman-Butler – jednostka osadnicza w Stanach Zjednoczonych, w stanie Arizona, w hrabstwie Mohave.